# Adorjás
Adorjás é uma vila da Hungria, situada no condado de Baranya. Tem 8,1 km² de área e sua população em 2019 foi estimada em 188 habitantes.